# Rhynchospora minor
Rhynchospora minor är en halvgräsart som beskrevs av Christian Gottfried Daniel Nees von Esenbeck. Rhynchospora minor ingår i släktet småag, och familjen halvgräs. Inga underarter finns listade i Catalogue of Life.